# Heteropterna interrupta
Heteropterna interrupta är en tvåvingeart som beskrevs av Loïc Matile 1990. Heteropterna interrupta ingår i släktet Heteropterna och familjen platthornsmyggor. Inga underarter finns listade i Catalogue of Life.